# 안톤 슈닌
안톤 블라디미로비치 슈닌(러시아어: Антон Владимирович Шунин, 1987년 1월 27일 ~ )는 러시아의 축구 선수로 현재 자국 리그의 디나모 모스크바에서 골키퍼로 활약 중이며 1994년 유소년팀 입단 이후 현재까지 줄곧 한팀에서만 뛰고 있는 원클럽맨이다.

## 선수 경력

### 클럽
1994년부터 2004년까지 디나모 모스크바 유소년팀에서 블라디미르 코즐로프 코치의 지도하에 성장하여 2004년 성인팀에 정식 입단한 후 2007년 4월 21일 성인팀에서의 데뷔전을 가졌다.
이후 현재까지 297경기의 공식전에 출전하며 2007-08 리그 3위, 2007-08 러시아 컵 4강, 2011-12 러시아 컵 준우승, 2016-17 러시아 내셔널 풋볼 리그 우승 및 1부 리그 재승격, 2014-15년 UEFA 유로파리그 16강 진출 등의 성과를 남긴 것은 물론 2011-12 시즌 러시아 프리미어리그 Best 33 3위에 올랐다.

### 국가대표팀
2007년 8월 22일 러시아 A대표팀 소속으로 폴란드와의 친선 경기에서 국제 A매치 데뷔전을 치른 후 3년이 지난 2010년 11월 17일 벨기에와의 친선 경기를 앞두고 A대표팀에 재소집되었다.
그 후 UEFA 유로 2012 본선 엔트리에 합류하였으나 같은 포지션인 뱌체슬라프 말라페예프에 밀려 단 1경기도 출전하지 못했고 팀도 UEFA 유로 2004 챔피언 그리스와의 최종전에서 비기기만 해도 8강에 오를 수 있는 상황이었음에도 불구하고 0-1로 패했고 그리스와 승률에서 동률을 이뤘고 득실차에서도 앞섰지만 승자승 원칙에 의해 2회 연속 8강 진출이 좌절되었다.
이후 2019년 11월 19일 선발로 출전했던 최약체팀인 산마리노와의 UEFA 유로 2020 예선 I조 최종전에서 클린시트를 기록하며 러시아의 5회 연속이자 통산 12번째 유로 대회 본선행에 기여했고 2020년 9월 3일과 6일에 열린 세르비아와 헝가리와의 2020-21년 UEFA 네이션스리그 B 3조 1·2차전에 모두 선발로 출전하며 팀의 2연승을 이끌었다.
그리고 코로나19 범유행으로 1년 연기된 UEFA 유로 2020 본선 엔트리에 합류하며 8년만에 다시 유로 대회 본선 무대를 밟았지만 조별리그 3경기에서 1승 2패·B조 최하위로 16강 토너먼트 진출이 무산되는 아픔을 경험했고 특히 벨기에와의 1차전에서 최악의 경기력으로 팬들에게 실망감을 안겨주면서 결국 마트페이 사포노프에게 주전 골키퍼 자리를 빼앗겼다.